# 小田匡保
小田 匡保（おだ まさやす、1960年 9月21日 - ）は、日本の地理学者。
専門は、人文地理学・宗教地理学。駒澤大学教授（文学部地理学科地域文化研究専攻）。

## 経歴
1983年、京都大学文学部史学科人文地理学専攻卒業。1986年、京都大学文学研究科地理学専攻修士課程卒業。1989年、京都大学文学研究科地理学専攻博士後期課程単位取得満期退学。
1990年、駒澤大学 文学部地理学科 講師。1994年、駒澤大学 文学部地理学科 助教授。2000年、駒澤大学 文学部地理学科地域文化研究専攻 教授。

## 主な研究論文
- 小田匡保（1993）一般型大峰75霊地名一覧の諸類型と流布 : 登山家と研究者の役割（応用地理研究所『地域学研究』）
- 小田匡保（2006）地理学科の歴史を記念すること―駒澤大学地理学科創立75周年記念事業を例に―（駒澤地理）
- 小田匡保（2010）大峰八大金剛童子考（山岳修験学会『山岳修験』）

## 主な著書
- 『国絵図の世界 』柏書房、2005年 ISBN 9784772231909 (分担執筆）
- 『近世城下絵図の景観分析・GIS分析 』古今書院、2019年 ISBN 9784772231909 (分担執筆）